# Баунтисский баклан
Баунтисский баклан(лат. Leucocarbo ranfurlyi) — вид птиц из семейства баклановых. Эти птицы живут только на крошечных и удалённых субантарктических островах Баунти в 670 км к юго-востоку от Новой Зеландии. В природе они обитают на каменистых морских берегах и в открытом море. В 2005 удалось насчитать всего 618 особей (из них 410 взрослых). Считается, что популяция стабилизировалась на этом уровне.

## Описание
Размер 71 см. Крупная чёрно-белая птица с чёрной головой. Розовые ноги. Самец подаёт голос во время брачных игр.

## Сохранение
Вид относят к находящимся под угрозой, так как низкая численность популяции делает его уязвимым относительно стохастических событий и действий человека. Острова Баунти при этом выступают естественным резерватом, свободным от интродуцированных хищников. В 1998 году ЮНЕСКО взяло их под охраны. Острова необитаемы и редко посещаются людьми, что делает вмешательство человека в жизнь бакланов минимальным.